# 蘇恆
蘇恆（1985年10月2日—），台灣台北人。為新黨前主席郁慕明成立之新黨青年軍成員，多次選舉皆未當選。

## 政治經歷
2014年楊世光參選台北市第三選區市議員選舉，擔任競選總幹事。
2016年擔任新黨新媒體工作群召集人，11月21日轉任新黨副秘書長一職，於2020年4月卸任。2016年被列為新黨不分區立委名單第7名，該屆選舉並未獲得席次。
2018年以新黨籍參選台北市第四選區（中山區、大同區）第13屆市議員選舉，結果敗選。
2021年11月5日創辦中華海峽經貿交流協會，並擔任首任理事長。
2022年台北市第六選區（大安區、文山區）第14屆市議員選舉未獲新黨提名，其後以無黨籍參選，未當選。

### 政治立場
蘇恆自稱政治立場為「兩岸和平統一」。認為互惠互利、共創經濟繁榮。
蘇恆支持中國共產黨的「一國兩制統一中國」。她也被歸類為主張激進兩岸統一路線、支持中國武力犯臺的「武統派」新黨黨員。

## 軼聞

### 「中國歡迎你」公車廣告
泰國演員諾庭來台灣開粉絲見面會，中國大陸粉絲藉機在台北市公車刊登簡體字歡迎廣告，引發民眾大量陳情。該廣告業務代銷業者為蘇恆母親蘇玉麟的「漁歌展業股份有限公司」，蘇恆曾任漁歌公司的董事。

## 選舉紀錄
| 年度 | 選舉屆數               | 選舉區                                 | 所屬政黨 | 得票數 | 得票率 | 當選標記 | 備註     |
| ---- | ---------------------- | -------------------------------------- | -------- | ------ | ------ | -------- | -------- |
| 2016 | 第九屆立法委員選舉     | 全國不分區及僑居國外國民立法委員選舉區 | 新黨     | 75,372 | 0.63%  |          | 排名第七 |
| 2018 | 第十三屆台北市議員選舉 | 台北市第四選舉區                       | 新黨     | 6,553  | 3.54%  |          |          |
| 2022 | 第十四屆台北市議員選舉 | 台北市第六選舉區                       | 無黨籍   | 4,332  | 1.52%  |          |          |

## 外部連結
- 蘇恆的Facebook專頁
- YouTube上的蘇恆頻道
- 蘇恆微博
- 蘇恆的哔哩哔哩个人空间